# Arthur Eddington
Sir Arthur Stanley Eddington (28. prosince 1882, Kendal, Spojené království - 22. listopadu 1944, Cambridge, Spojené království) byl britský astrofyzik. Je po něm pojmenován měsíční kráter Eddington.

## Život
Narodil se v rodině kvakera, jímž se také stal. Ve škole vynikal v matematice a anglické literatuře. Díky tomu získal stipendium na Manchesterskou univerzitu, kde studoval matematiku a fyziku. Vzhledem k vynikajícímu prospěchu získal stipendium i na prestižní univerzitu v Cambridgi. Eddington byl prvním studentem prvního ročníku, který byl přemístěn rovnou do druhého. Po vystudování pracoval na několika projektech a živil se učením matematiky.

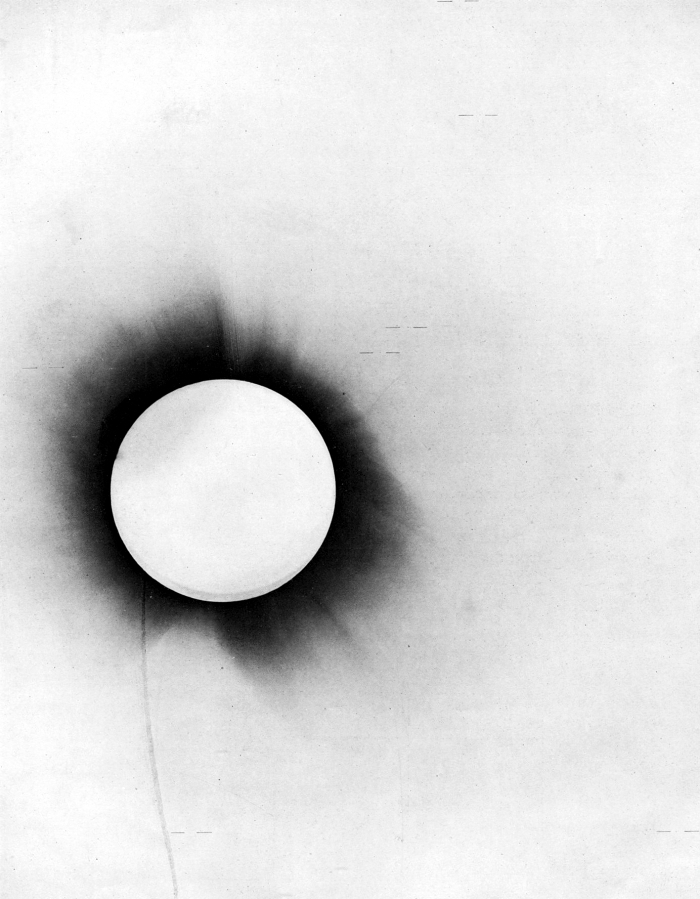
Jedna z Eddingtonových fotografií zatmění Slunce z roku 1919, potvrzujících platnost Einsteinovy obecné teorie relativity.

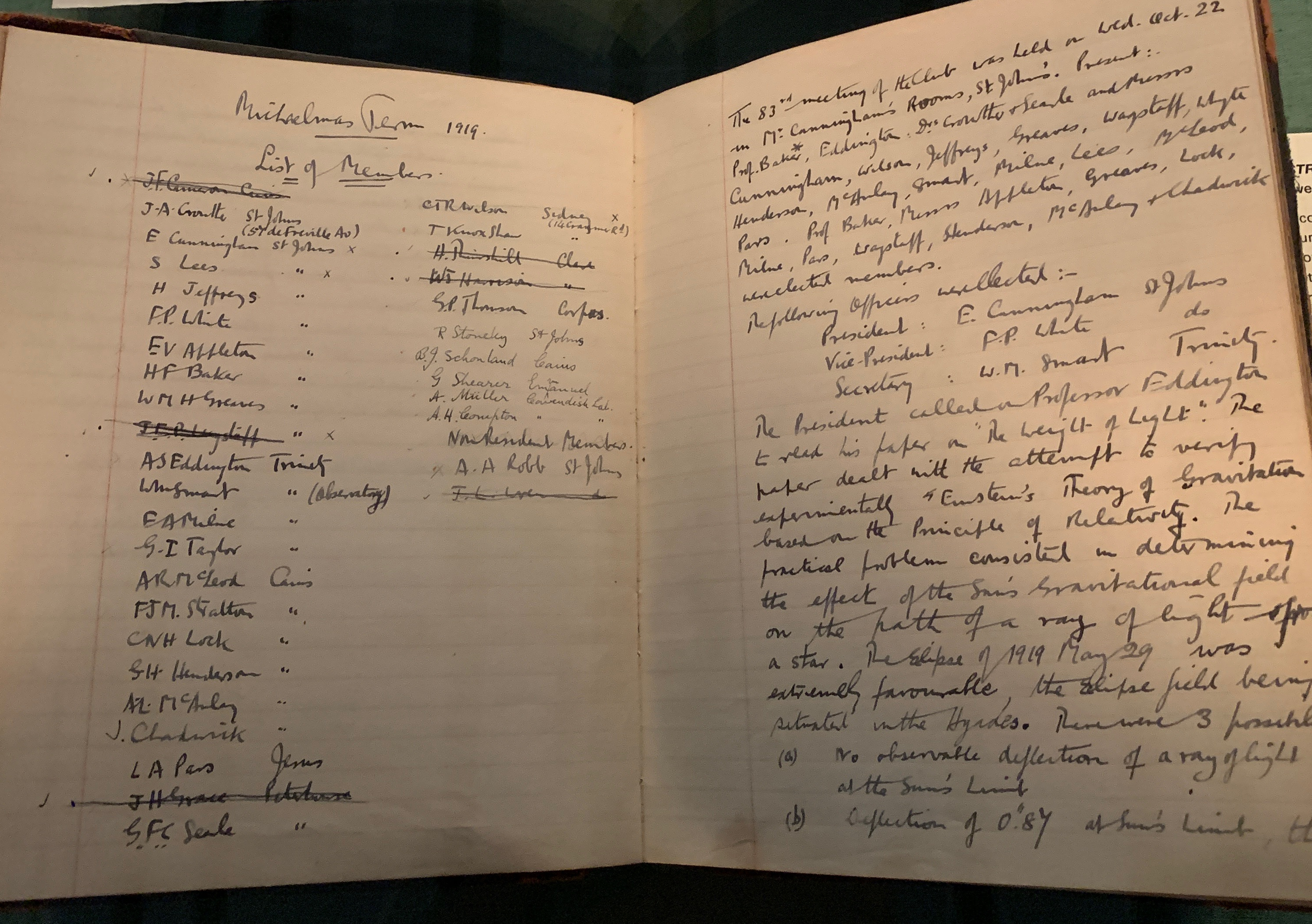

V lednu 1906 byl Eddington nominován do funkce hlavního asistenta Královské observatoře Greenwichi. Po několika letech práce a řadě ocenění byl jmenován jejím ředitelem.
V roce 1916 začal pracovat na studiu nitra hvězd a rozpracoval první teorie hvězdných procesů. Na základě jeho prací bylo možno vypočítat teplotu, hustotu a tlak uvnitř hvězdy. Později je využil a obhájil v řadě prací, z nichž nejznámější je patrně Teorie hmotnosti světla.
Eddington pracoval jako sekretář holandského astrofyzika Willema de Sittera. Z korespondence mezi Albertem Einsteinem získal první informace o teorii relativity a stal se jejím zastáncem a pracoval na jejím dalším vývoji.
V průběhu první světové války bylo navrženo zrušit veškeré kontakty s německými vědci. Eddingnton byl zásadně proti takovému postupu, neboť podle jeho názoru války nesmějí ovlivnit vědu. Nakonec Willema de Sittera přesvědčil, aby mohl uspořádat expedici pro pozorování zatmění slunce.
Roku 1919 zorganizoval spolu s astronomem Frankem Watsonem Dysonem dvě expedice pro pozorování slunečního zatmění, za účelem prvního experimentálního ověření platnosti Einsteinovy obecné teorie relativity. Expedice na Princův ostrov u afrického pobřeží sledovala zatmění Slunce dne 29. května 1919. Během zatmění Eddington vyfotografoval hvězdy, nacházející se v té době v blízkosti slunečního disku a poté porovnal pozice těchto hvězd v situaci, kdy nebyly v blízkosti Slunce. Podle obecné teorie relativity by mělo Slunce svým gravitačním působením odchýlit světlo hvězd procházející v jeho blízkosti, což se na fotografii hvězd projevilo jejich zdánlivým posunem směrem od Slunce.
Simultánně s expedicí na Princův ostrov, byla vykonána druhá expedice do města Sobral v Brazílii. V Sobralu je nyní, na paměť této události, zřízeno Museum zatmění.
Eddington pozorování z expedice v příštím roce zveřejnil.
Eddington také tvrdil, že převrácená hodnota konstanty jemné struktury je přesně celé číslo (nejprve 136 a pak 137), což se nepotvrdilo. Hájil filozofickou harmonii mezi vědou a náboženskou mystikou.

## Získaná ocenění
- 1924 - Zlatá medaile Královské Astronomické Společnosti
- 1924 - Bruce Medal
- Královská medaile

## Vzdělání
- Cambridgeská univerzita (Trinity College)
- Manchesterská univerzita

## V kultuře
- Postava Eddingtona byla ztvárněna hercem Davidem Tennantem v televizním filmu Einstein and Eddington, v koprodukci BBC a HBO, 2008.
- Claus Bernet: Eddington, Arthur Stanley, in: BBKL, 32, 2011, 278-288: http://www.kirchenlexikon.de/e/eddington_a_s.shtml%5B%5D